# Caspar Adolf Erdmann von Knobelsdorff
Caspar Adolf Erdmann von Knobelsdorff (geb. 9. September 1756 in Herwigsdorf, Kreis Sprottau; gest. 7. März 1826 in Sprottau) war ein preußischer Landrat und Direktor der Pfandbriefanstalt Schlesische Landschaft der Fürstentümer Glogau und Sagan.

## Leben

Wappen derer von Knobelsdorff

Caspar Adolf Erdmann von Knobelsdorff war Angehöriger des Uradelsgeschlechts Knobelsdorff. Er war ein Sohn des Johann Sigismund von Knobelsdorff (1706–1782), Kaiserlicher Hauptmann und Erbherr auf Ober Poppschütz, Nieder Herwigsdorf und Sprottischdorf und dessen Ehefrau Christiane Elisabeth (1730–1800), geb. von Oppel. Von 1774 bis 1777 besuchte er die Ritterakademie in Liegnitz. Im Mai 1777 immatrikulierte er sich an der Universität Frankfurt (Oder) für ein Studium der Jura. In den 1790er Jahren wurde er Kreisdeputierter und fungierte als Marschkommissar. Mittels Ordre vom 12. Mai 1801 wurde er zum Nachfolger von Ernst Ludwig Heinrich von Eckartsberg als Landrat des Kreises Sprottau ernannt. Das Amt als Landrat übte er bis zum Jahr 1806 aus.

## Persönliches
Caspar Adolf Erdmann von Knobelsdorff übernahm 1782 das Gut Sprottischdorf von seinem Vater. Er war seit dem 18. Juni 1786 mit Henriette (* 8. April 1759; 30. August 1832 in Sprottau), geb. von Cronhelm, verheiratet. Aus dieser Ehe gingen folgende Kinder hervor:
- Johanna von Knobelsdorff (1787–1866)
- Friederike von Knobelsdorff (1789–1860)
- Amalie von Knobelsdorff (* 1791)
- Heinrich von Knobelsdorff (1793–1857)
- Carl von Knobelsdorff (1794–1849)
- Moritz von Knobelsdorff (1800–1866)